# Mare de Déu de la Sort
La Mare de Déu de la Sort és un santuari de la vila de Sant Llorenç de Cerdans, a la comarca del Vallespir (Catalunya del Nord).
Està situada al nord de la vila de Sant Llorenç de Cerdans, a prop, també al nord, del cementiri actual de la vila.
Construït per primer cop el 1691, el santuari fou reconstruït el 1755. És un edifici d'una sola nau cobert amb volta de creueria. S'hi fa un aplec molt concorregut el dia 8 de setembre de cada any. El monument als morts de Sant Llorenç de Cerdans és davant d'aquest santuari. És obra de l'escultor Gustau Violet, fill de Tuïr, i fou inaugurat el 1924.